# 揖屋駅
揖屋駅（いやえき）は、島根県松江市東出雲町揖屋にある、西日本旅客鉄道（JR西日本）山陰本線の駅である。

## 歴史
- 1908年（明治41年）11月8日：官設鉄道安来駅 - 松江駅間延伸時に開設[1]。旅客・貨物取扱開始[1]。
- 1909年（明治42年）10月12日：線路名称制定、山陰本線所属となる。
- 1983年（昭和58年）12月31日：貨物取扱廃止[1]。
- 1985年（昭和59年）3月14日：荷物扱い廃止[1]。
- 1987年（昭和62年）4月1日：国鉄分割民営化に伴い、西日本旅客鉄道（JR西日本）の駅となる[1]。
- 1999年（平成11年）4月18日：駅東側に南北を結ぶ連絡橋が完成、使用開始[2]。
- 2016年（平成28年）12月17日：ICカード「ICOCA」の利用が可能となる[3][広報 1]。ICカード乗車券専用の改札機で対応[4]。
- 2021年（令和3年）
  - 7月1日：JR西日本米子メンテック運営から再度直営駅化。
  - 10月2日：無人駅化[5][6]。

## 駅構造
相対式ホーム2面2線を有する列車交換可能な地上駅。駅舎は上りホーム側（北側）にあり、下りホームへは跨線橋で連絡している。
かつては2面3線であったが、2001年7月の島根県内山陰線高速化の際に中線（下りホーム駅舎側）が撤去され、現在の形となった。同時にホーム先端から米子方約2kmの複線化が成され、走行しながらの行違いが可能となった。これは国鉄時代に複線化工事は着手されていたものの、揖屋駅寄りの複線型トンネル（揖屋第一トンネル、揖屋第二トンネル）を単線で使用開始したのち、工事自体は1983年1月18日に凍結となったために施工されていなかったものである。なお、この複線部分も当駅構内として含まれている。1997年3月22日ダイヤ改正以前は、木次線から松江方面に直通する列車の中で当駅で折返すものがあり、その列車は当駅中線を利用していた。
無人駅。駅舎内には自動券売機が設置されている。
また、駅舎にはNPOが運営するまちの駅「東出雲まちの駅女寅」が併設されている。

### のりば
| のりば | 路線     | 方向 | 行先                 |
| ------ | -------- | ---- | -------------------- |
| 1      | 山陰本線 | 上り | 米子・鳥取・新見方面 |
| 2      | 山陰本線 | 下り | 松江・出雲市方面     |

## 利用状況
2022年度の1日平均乗車人員は649人である。2004年度は605人、1994年度は721人、1984年度は794人だった。
近年の1日平均乗車人員は以下の推移の通り。
| 乗車人員推移 | 乗車人員推移 |
| 年度         | 1日平均人数  |
| ------------ | ------------ |
| 1999         | 672          |
| 2000         | 665          |
| 2001         | 661          |
| 2002         | 629          |
| 2003         | 615          |
| 2004         | 605          |
| 2005         | 622          |
| 2006         | 618          |
| 2007         | 653          |
| 2008         | 667          |
| 2009         | 657          |
| 2010         | 646          |
| 2011         | 648          |
| 2012         | 663          |
| 2013         | 698          |
| 2014         | 680          |
| 2015         | 704          |
| 2016         | 703          |
| 2017         | 730          |
| 2018         | 724          |
| 2019         | 738          |
| 2020         | 626          |
| 2021         | 642          |
| 2022         | 649          |

## 駅周辺
旧・東出雲町の中心駅。駅舎は北側にあり、駅南側とは駅東側にある連絡橋で連絡している。
- 松江市役所 東出雲支所
- 三菱マヒンドラ農機
- 東出雲郵便局
- 山陰合同銀行
- 米子信用金庫
- 東出雲体育館
- サテライト山陰
- 松江市立東出雲中学校
- 松江市立揖屋小学校
- 揖屋神社
- 黄泉比良坂伝説地
- フーズマーケットホック揖屋店
- ザ・ビッグ東出雲店

## 隣の駅
西日本旅客鉄道（JR西日本）
 山陰本線
荒島駅 - 揖屋駅 - 東松江駅

#### 広報資料・プレスリリース等1次資料
1. ↑  山陰線（出雲市～伯耆大山駅間）、伯備線（根雨駅、生山駅、新見駅）ICOCAご利用開始日・自動改札機ご利用開始日決定! - 西日本旅客鉄道（2016年10月18日付）

#### 統計資料
1. ↑  “島根県統計書”. しまね統計情報データベース.   島根県政策企画局. 2025年2月4日閲覧。